# Велень (гмина)
Велень (пол. Wieleń) — гмина (уезд) в Польше, входит как административная единица в Чарнковско-Тшчанецкий повет, Великопольское воеводство. Население — 12 699 человек (на 2004 год).

## Соседние гмины
1. Гмина Чарнкув
2. Гмина Члопа
3. Гмина Дравско
4. Гмина Кшиж-Велькопольски
5. Гмина Любаш
6. Гмина Тшчанка
7. Гмина Вронки